# 真照寺
真照寺（しんしょうじ）は、神奈川県横浜市磯子区磯子にある高野山真言宗の寺院。山号は禅馬山。院号は三郷院または密厳院。本尊は阿弥陀如来。

## 歴史
寺伝では、平安末期の寿永元年（西暦1182年）に磯子の領主・平子有長によって再興されたという 。それ以前の記録はなく開山開基は不明。「禪馬山」の山号は久良岐郡平子郷禪馬村の地名に由来する（のち瀧頭村・磯子村・岡村に分村。禅馬川に名前が遺る）。
平子有長は『吾妻鏡』にも名前の見える武将で、曾我兄弟の仇討ち事件では、源頼朝の陣屋警護の任務についており、曾我祐成（曾我十郎）と切り結び負傷したという。
寺伝では、重傷を負いながらも生還できたことを日頃から信仰する毘沙門天の加護と喜び、当寺に毘沙門天像を奉納したとされている。
現在、本堂に安置されている毘沙門天像がそれで、平安後期の作風を今に残すとの理由から、横浜市の指定有形文化財になっている。
再興されて以降、平子氏の出身者が代々住職を務め、平子氏の菩提寺として隆盛を誇ったという。
『新編武蔵風土記稿』には、かつて古禅馬といった近隣が三か村（郷）に分かれたことから三郷院と呼ばれたとある。
くだって室町時代の文明５年（西暦1473年）、僧・圓鎮によって造営を加えられた。
江戸時代は幕府より朱印寺（祈願寺）に任命されていた。
明治6年（西暦1873年）学制の公布により、小学真照学舎を開設（現在の横浜市立磯子小学校）。
大正7年（西暦1918年）、磯子七福神が設定されると、そのうちの毘沙門天となる。
磯子七福神は戦争による中断を経て、昭和53年（西暦1978年）に、磯子区制50周年記念事業として、横浜磯子七福神として再整備される。磯子区の新年の恒例行事として定着している。
現在の本堂は昭和37年（西暦1962年）に落慶。鉄筋コンクリートづくりの天竺様式（古代インド様式）の外観が目を引く。
平成21年（西暦2009年）、フィリピン・コレヒドール島の日本庭園に、アジア太平洋戦争戦没者慰霊の観音像を建立。
平成26年（西暦2014年）には、翌平成27年の高野山開創1200年に先立ち、記念事業として「仏跡の径」というお砂踏み霊場を開設した。これは、インドの八大聖地、中国の諸霊場と弘法大師修行の地、そして四国八十八ヶ所や真言宗系諸宗の本山および高野山奥の院までの砂が納められている。インドで発祥した仏教が、弘法大師空海によって日本にもたらされ、密教文化が花開く道程を辿るという壮大なもの。異色な点としては、宗派を超えて比叡山伝教大師廟、和宗総本山四天王寺の砂も納められていることが挙げられる。

## 伝説
磯子に伝わる説話に「真照寺の鐘」というものがある。
- あらすじ

戦国時代、後北条氏が上杉氏との合戦で川越に出払った隙に乗じて、安房の里見氏が磯子に侵攻。村を焼き払い、略奪の限りを尽くした。

真照寺にも暴れ込んだ里見軍は、戦利品として真照寺の鐘を奪った。

引き上げの途中、突如、真照寺の鐘がゴンゴンと鳴りだし、同時に、大きく時化だした。

おそれをなした里見軍は、鐘を含めた戦利品を海に放り出し、命からがら自領へ逃げ帰った。

今でも真照寺の鐘は、海の底で鳴り響いているのかもしれない。

## 文化財
- 毘沙門天像横浜市指定有形文化財。平安後期の作品
- 阿弥陀三尊像（木造阿弥陀如来および両脇侍像）　横浜市指定有形文化財　平安末期から鎌倉初期にかけて、鎌倉周辺で奈良仏師が活躍した実態をあらわす。

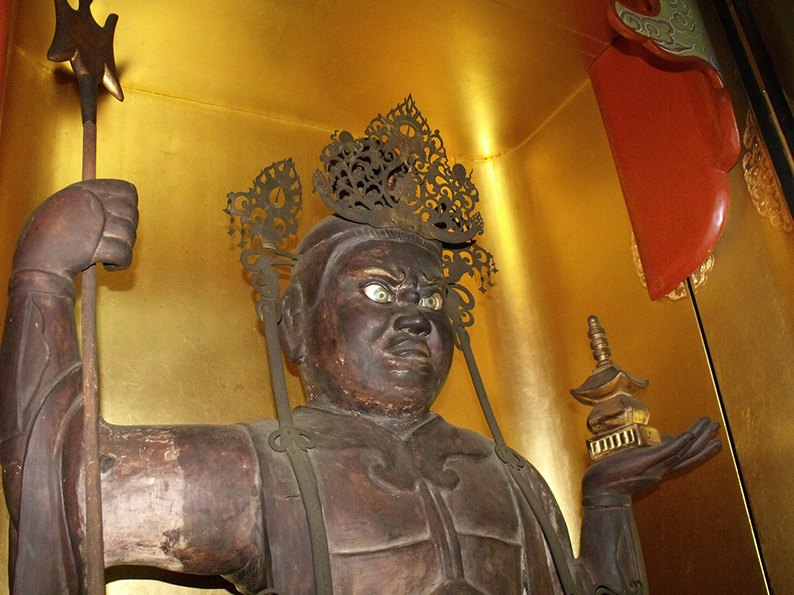
毘沙門天像

## 所在地
- 神奈川県横浜市磯子区磯子8−14−12

## 交通
- 京急バス横浜市営バス　浜バス停より徒歩4分
- 横浜市営バス　仲之町バス停より徒歩5分
- JR東日本　根岸駅より徒歩16分